# Liste der Kulturgüter in Pratteln
Die Liste der Kulturgüter in Pratteln enthält alle Objekte in der Gemeinde Pratteln im Kanton Basel-Landschaft, die gemäss der Haager Konvention zum Schutz von Kulturgut bei bewaffneten Konflikten, dem Bundesgesetz vom 20. Juni 2014 über den Schutz der Kulturgüter bei bewaffneten Konflikten sowie der Verordnung vom 29. Oktober 2014 über den Schutz der Kulturgüter bei bewaffneten Konflikten unter Schutz stehen.
Objekte der Kategorien A und B sind vollständig in der Liste enthalten, Objekte der Kategorie C fehlen zurzeit (Stand: 1. Januar 2023).

## Kulturgüter
| Foto | | Objekt                                                         | Kat. | Typ | Standort                                | Beschreibung                                                                   |
| ---- | --- | -------------------------------------------------------------- | ---- | --- | --------------------------------------- | ------------------------------------------------------------------------------ |
| ja   | Datei hochladen · Wikidata zu Paläolithische Faustkeilfundstelle Hohle Gasse (Q118124402)                 | Hohle Gasse, paläolithische Faustkeilfundstelle KGS-Nr.: 16366 | A    | F   | 619685 / 262837                         | Die Hohle Gasse ist der Fundort des 1974 aufgefundenen Faustkeils von Pratteln |
| BW   | Datei hochladen · Wikidata zu Kästeli, bronze- & eisenzeitliche Siedlung / römischer Gutshof (Q118125173) | Kästeli KGS-Nr.: 16367                                         | A    | F   | 618160 / 263360                         | bronze- und eisenzeitliche Siedlung / römischer Gutshof                        |
| BW   | Datei hochladen · Wikidata zu Landgut Neu-Schauenburg (Q29679645)                                         | Landgut Neu-Schauenburg KGS-Nr.: 01505                         | B    | G   | Neu-Schauenburg 7 618157 / 261419       |                                                                                |
| BW   | Datei hochladen · Wikidata zu Landsitz Lilienhof (Q29679660)                                              | Landsitz Lilienhof KGS-Nr.: 01506                              | B    | G   | Hauptstrasse 74 619680 / 262957         |                                                                                |
| ja   | Datei hochladen · Wikidata zu Landsitz Mayenfels (Q29679677)                                              | Landsitz Mayenfels KGS-Nr.: 01507                              | B    | G   | Hof Mayenfels 15 618432 / 262650        |                                                                                |
| ja   | Datei hochladen · Wikidata zu Schloss Pratteln (Q1334241)                                                 | Schloss Pratteln KGS-Nr.: 01509                                | B    | G   | Obere Mattstrasse 11 619328 / 263124    |                                                                                |
| ja   | Datei hochladen · Wikidata zu Alte Schule (Q29679627)                                                     | Alte Schule KGS-Nr.: 12188                                     | B    | G   | Schlossstrasse 61 619337 / 263021       |                                                                                |
| ja   | Datei hochladen · Wikidata zu Ruine Madeln (Q2175363)                                                     | Burg Madeln/Adler KGS-Nr.: 12189                               | B    | F   | 619440 / 261790                         |                                                                                |
| ja   | Datei hochladen · Wikidata zu Pumpwerk Löli (Q29679693)                                                   | Pumpwerk Löli KGS-Nr.: 12190                                   | B    | G   | Giebenacherstrasse 21 620149 / 264132   |                                                                                |
| BW   | Datei hochladen · Wikidata zu Rebhäuslein (Q29679709)                                                     | Rebhäuslein KGS-Nr.: 12191                                     | B    | G   | Hagenbachweg 60 618931 / 262569         |                                                                                |
| ja   | Datei hochladen · Wikidata zu Bürgerhaus Pratteln (Q27487111)                                             | Museum im Bürgerhaus KGS-Nr.: 12320                            | B    | S   | Am Schmiedeplatz 29 619355 / 263013     |                                                                                |
| BW   | Datei hochladen · Wikidata zu Friedhof Blözen (Q119858862)                                                | Friedhof Blözen KGS-Nr.: 16382                                 | B    | G   | Blözenweg 55, 55a 620423 / 263217       |                                                                                |
| ja   | Datei hochladen · Wikidata zu Autobahnraststätte Pratteln (Q785987)                                       | Autobahnraststätte KGS-Nr.: 16383                              | B    | G   | Götzisbodenweg 22 619723 / 264067       |                                                                                |
| BW   | Datei hochladen · Wikidata zu Hardwasser AG (Gebäude) (Q119379918)                                        | Hardwasser AG (Gebäude) KGS-Nr.: 16384                         | B    | G   | Rheinstrasse 85, 87, 89 619614 / 264627 |                                                                                |
| BW   | Datei hochladen · Wikidata zu Blözen (Q119378660)                                                         | Blözen KGS-Nr.: 17105                                          | B    | F   | 620350 / 263050                         | mesolithisch-bronzezeitliche Freilandstationen und -siedlungen                 |